# Рукн ад-Дін аль-Киримі
Рукн ад-Дін 'Абд аль-Му'мін аль-Киримі (помер 1382, Єгипет) — ісламський кримський вчений, кримський суддя.

## Життєпис
Подробиці біографії невідомі. Протягом тридцяти років обіймав посаду кримського судді. Його помічником і, можливо, учнем був Дійа' ад-Дін аль-Киримі. Останні роки прожив в Єгипті де й помер в 1382 році.
Відомі дві роботи Рукн ад-Діна, проте рукописи його творів покищо віднайти не вдалося.

## Роботи
- Шарх Сахіх Муслім (Тлумачення „Сахіх“ Мусліма), незавершена
- Муджамма' аль-Ахкляк уа Наса'їх, присвячена питанням ісламської етики і моралі